# Marca loxia
Marca loxia là một loài bướm đêm trong họ Noctuidae.